# Честота на собствените трептения
Трептенията, дължащи се на вътрешни за една система сили, се наричат собствени, или свободни трептения. Честотите на собствените (свободните) трептения, се наричат собствени честоти.
Собствени трептения възникват след еднократно внасяне на енергия в системата. Например в пружинно махало е необходимо да отместим топчето от равновесното му положение, увеличавайки потенциалната енергия, или да го ударим, придавайки му скорост и кинетична енергия. Ако внесената честота е равна на собствената честота, амплитудата на вибрацията се увеличава многократно. Това явление е известно като резонанс.
Трептенията на хоризонталното пружинно махало се дължат на силата на еластичност, с която пружината действа на топчето. В този случай връщащата сила е резултат от взаимодействието на телата, образуващи пружинното махало. В случая на математично махало връщащата сила F e резултат от действието на две сили върху топчето – силата на тежестта G и опъването на нишката N, които са резултат от взаимодействията в системата, състояща се от топчето, нишката и Земята.
Общото за двата случая е, че в тях трептенията се дължат на сили, които са вътрешни за разглежданата система, т.е. те са резултат от взаимодействията само между телата в тази система. Честотата на тези трептения зависи само от характеристиките на системата: за пружинното махало – от масата на топчето и коефициента на еластичност на пружината, за математичното махало – от дължината на нишката и земното ускорение.
При деформации в стоманени греди, във валовете на парни турбини, в крилата на самолети и изобщо в твърдите тела възникват сили на еластичност. Тези сили пораждат собствени трептения.
В проста система на маса m, окачена на пружина с коефициент k, собствената честота може да бъде изчислена чрез:
{\displaystyle \omega _{0}={\sqrt {\frac {k}{m}}}}
В електротехниката, при LC или RLC верига, собствената честота на веригата може да бъде намерена чрез:
{\displaystyle \omega _{0}={\frac {1}{\sqrt {LC}}}}